# Скит, Уолтер Уильям
Уолтер Уильям Скит (англ. Walter William Skeat; 21 ноября 1835 — 6 октября 1912) — британский филолог. Оказал огромное влияние на преподавание английского языка в высшей школе.

## Биография
Родился в Лондоне в семье архитектора Уильяма Скита и Сары Блак. Скиты были ветвью рода Суррей, и с 1700-х жили на площади Святого Георга. Учился в Уимблодонской Королевской школе, Хайгейтской школе, и в Крайст-Колледже в Кембридже В июле 1860 он стал членом совета Крайст-колледжа.
В 1860, молодой Скит was стал священником и женился на Берте Клар. В декабре 1860 он стал викарием в Восточном Дарехеме, где служил до 1862 года. С 1862 по 1863 Скит служил викарием в Годалминге. В октябре1864 он вернулся в Кембриджский университет, где читал лекции по математике до 1871 года.
Вскоре Уолтер Скит стал интересоваться историей английского языка. В 1870 Скит и Генри Брэдшоу совместно работали над изданием сочинений Джеффри Чосера для Оксфордского университета. Тем не менее, данный проект не был реализован из-за отказа Брэдшоу. Только спустя двадцать лет, в 1894 году Скит издает сочинения великого английского поэта. Дополнительный том вышел в 1897 году.
В 1878, Скита избирают профессором древнеанглийского языка. Он был редактором англосаксонских евангелий Митчела Кембла, работая в том числе в области готского языка.
Скит был основатель и единственный председатель Общества английских диалектов с 1873 по 1896. Целью этой организацией был сбор материалов для публикации словаря английских диалектов. Общество было распущено в 1897.
Похоронен в Кембридже.
Жена Уолтера Скита, Берта Клар, рожденная 6 февраля 1840, умершая 15 июля 1924, похоронена вместе с ним, также как и дочь Берта Мэриан Скит, писательница и директриса. Его сын, Уолтер Уильям Скит, был антрополог.